# Asticta centralasiae
Asticta centralasiae là một loài bướm đêm trong họ Erebidae.